# Alarm Forest
Alarm Forest est l'un des huit districts de Sainte-Hélène faisant partie du Territoire britannique d'outre-mer de Sainte-Hélène, Ascension et Tristan da Cunha. Situé au centre de l'île, sur le plateau sans accès au littoral, son siège est la localité de The Briars.

## Culture et patrimoine
Le district accueille sur son territoire le Pavillon des Briars où résida deux mois l'Empereur Napoléon Ier lors de son exil sur l'île. Cette habitation, appartenant à la France, fait partie des Domaines français de Sainte-Hélène gérés par le Ministère des affaires étrangères.